# Gertrudis de la Santíssima Trinitat Navarro de Alzamora Cabrera
Gertrudis de la Santíssima Trinitat Navarro de Alzamora Cabrera (Elx, 23 de maig de 1660 - 3 de juny de 1734) fou una abadessa valenciana.

## Biografia
Desena i darrera filla del matrimoni dels seus pares, va ser casada molt jove, el 8 de febrer de 1677, amb Francisco González, escrivà de professió, i es traslladà amb el seu marit a Crevillent, on aquest havia obtingut una escrivania. La parella va viure en castedat fins a l'ingrés d'ella en el convent de la Mare de Déu del Miracle de Crevillent, i el d'ell en el convent dels franciscans descalços d'Elx, on va viure molt anys.
Gertrudis va ingressar com a clarissa als 26 anys en el convent de Cocentaina, el 6 de setembre de 1686. Va ser mestra de novícies durant dotze anys i després fou abadessa durant setze anys, fins que va ser enviada a la fundació de Sisante (Conca), on un grup de beates volia professar com a clarisses descalces. Retornà al seu convent el 27 de juliol de 1727, i fou rebuda amb grans demostracions d'estimació. Morí amb fama de santedat el 3 de juny de 1734. Inhumat el seu cadàver, el 2 de juliol de 1763 es va trobar incorrupte el cos, que fou col·locat entre el cor i l'església del seu convent.
Els confessors de Gertrudis foren constants a fer-la escriure i diligents en la conservació dels seus escrits. Aquests foren el rector de Crevillent i més tard canonge-ardiaca d'Oriola, Joan Viudes; el bisbe de València, P. Antoni Cardona; i, finalment, el pare provincial i definidor provincial dels franciscans, P. Pedro Polo.